# ژولین مرتین
ژولین مرتین (فرانسوی: Julien Mertine‎؛ زادهٔ ۲۵ ژوئن ۱۹۸۸) شمشیرباز اهل فرانسه است.